# Pseudogerespa diopis
Pseudogerespa diopis là một loài bướm đêm trong họ Erebidae.